# Adoretus fumatus
Adoretus fumatus är en skalbaggsart som beskrevs av Eugène Benderitter 1922. 
Adoretus fumatus ingår i släktet Adoretus och familjen Rutelidae. Inga underarter finns listade i Catalogue of Life.